# Sven-Bertil Svensson

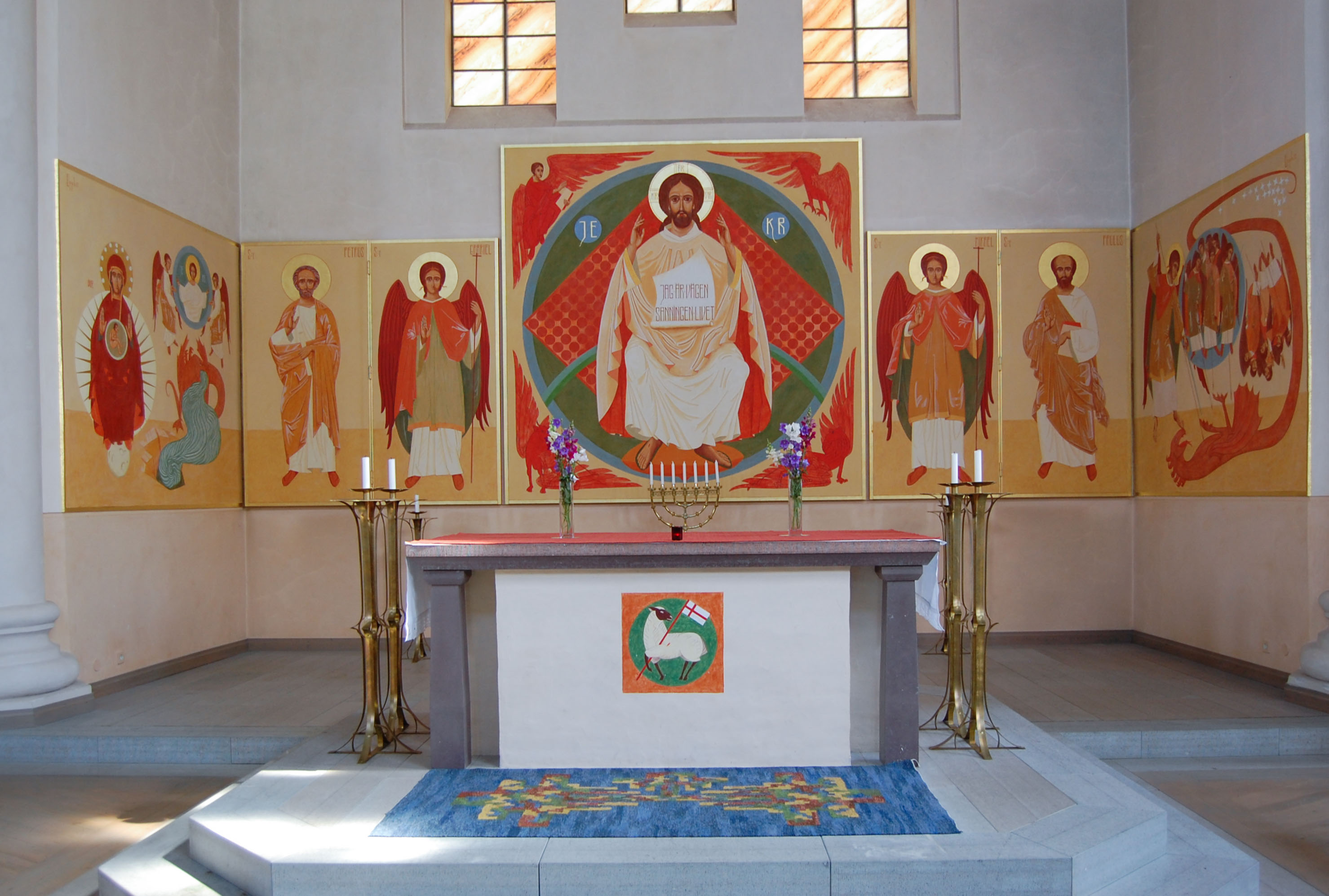
Triptyk i Örsjö kyrka, Växjö stift utförd av Sven-Bertil Svensson

Sven-Bertil Svensson, född 12 juli 1937 i Mörbylånga, är en svensk målare och tecknare.

## Biografi
Sven-Bertil Svensson är son till konstnären Sven Svensson och hans hustru Mary Svensson samt från 1958 gift med läraren Anna Forsberg Svensson.
Han studerade först för fadern och från 1954 för Lennart Rodhe, Pierre Olofsson och Iván Grünewald. Han genomgick Konsthögskolan 1955–1961 och studerade 1965 och 1966 i Frankrike som innehavare av Ester Lindahls stipendium. Som 17-åring ställde han ut första gången med motiv från den öländska hembygden och han har sedan 1954 varit verksam som konstnär inom måleri, skulptur, formgivning, glasmåleri, grafik, ikonmåleri och teckning. Han har medverkat i Nationalmuseums utställning Unga tecknare, Sveriges allmänna konstförenings utställning Svart på vitt som visades på Konstakademien 1955, flera Stockholmssalonger på Liljevalchs konsthall samt Ölandssalongerna i Ölands Skogsby. Han monogramsignerar sina tavlor med sina initialer SBS inskrivna i en fyrkant. Tidigare signerade han sina målningar med S-B Svensson eller S-B S.
Förutom dukmåleri, till exempel landskap, stilleben och collage med ett stort antal utställningar sedan 1950-talet, är han också verksam som kyrkokonstnär och är som sådan representerad med monumentalkonst i över 80 kyrkor i Sverige. Bland dessa kan nämnas Längbro och Adolfsberg i Örebro, Ö:a Herrestad, Örsjö i Småland, Ransäter, Hjälmseryds gamla kyrka, Trångsund, Mariakyrkan i Sigtuna, S:t Sigfrid i Småland, S:t Ansgar i Uppsala, S:t Nicolai i Lidköping, Grytnäs, Blädinge, Bergkvara kapell, Morö Backe kyrka i Skellefteå, Två Systrars kapell i Kalmar, S:t Kristoffers kyrka i Kalmar, kapellet i Kyrkans hus i Uppsala, samt i Svenska kyrkan på Cypern. 
Svensson är representerad bland annat i Gustaf VI Adolfs och Carl XVI Gustafs samlingar,  Moderna museet i Stockholm, Kalmar konstmuseum och Linköpings konstmuseum.

## Stipendier
- Ester Lindahl-stipendiet 1965–1966
- Statens stora arbetsstipendium 1973–1974
- Kalmar läns landstings stipendium 1978
- Gerlaniusstipendiet 1998

## Utmärkelser
- Uddenberg-Nordingska stiftelsens konstnärsbelöning 2008